# 草河口镇
草河口镇，是中华人民共和国辽宁省本溪市本溪满族自治县下辖的一个乡镇级行政单位。

## 行政区划
草河口镇下辖以下地区：
镇南社区、镇北社区、镇东社区、祁家堡社区、草河口村、茳草村、云盘村、正沟村和祁家卜村。

## 特产
草河口红松籽：中国地理标志产品。